# Antisyndicalisme
L'antisyndicalisme est une idéologie s'opposant au syndicalisme et à sa généralisation. Il peut être soit le fait d'États, d'employeurs ou d'organisations politiques.
L'antisyndicalisme n'est pas seulement le résultat d'une interdiction légale : il peut prendre la forme d'une répression étatique anti-associative (Troisième République française entre autres), de terrorisme antisyndical (Colombie aujourd'hui, exécution de Joe Hill aux États-Unis en 1915) ou du dévoiement du rôle des syndicats (syndicalisme obligatoire, étatique).
L'antisyndicalisme peut se traduire par une politique d'entreprise visant à réduire la capacité d'action des syndicats ou à empêcher ceux-ci d'interférer négativement sur la rentabilité (et plus souvent sur la profitabilité) économique d'une entreprise (via une hausse des salaires ou une amélioration des conditions de travail par exemple).

## Liste de pays ayant interdit l'activité syndicale
- Italie fasciste (syndicats remplacés par des corporations)
- France de 1791 (Loi Le Chapelier) - qui interdit surtout les corporations - à 1884 (Loi Waldeck-Rousseau). La logique est que la représentation nationale tient compte de tous les intérêts et que les corporations ou syndicats (entre autres) n'ont pas à avoir une légitimité différente.
- France sous le régime de Vichy (à partir de 1941, il remplace les syndicats par des corporations).

## Par pays

### Colombie
En 2012, le secrétaire général d'un syndicat en Colombie indique que « En Colombie, la violence antisyndicale est une politique systématique », 3 000 syndicalistes ont été assassinés depuis 1986[réf. nécessaire].

### États-Unis
En 2012, dans le Michigan, un projet de loi, promulgué par le gouverneur de l'État, le républicain Rick Snyder, vise à annihiler[Comment ?], de fait, la présence des syndicats dans une majorité d’entreprises.

### France
Par ailleurs en France, le discours ambiant de droite et d'extrême droite[non neutre] tend à être hostile aux syndicats, aux manifestations, et aux grèves dans le secteur public comme dans le secteur privé, notamment lorsqu'elles entraînent une interruption d'un service public, si cette interruption est préjudiciable à l'usager,,,.
Dans les médias de masse commerciaux, il est rare que soient diffusées des actualités traitant de l'antisyndicalisme. En dehors des médias internes à chaque syndicat, il existe quelques médias qui ont une rubrique consacrée à l'antisyndicalisme :
- Le journal L'Humanité, dont le site web possède un marqueur « répression syndicale » permettant d'afficher les précédents articles apparentés à ce sujet[6].
- Le journal Le Monde libertaire (de sensibilité anarcho syndicale) publie régulièrement une "météo syndicale", dans laquelle il est aussi question de "syndicalisme jaune"[7].
- La radio associative Radio libertaire diffuse de façon hebdomadaire une émission intitulée Chronique syndicale (les samedis).

### Haïti
En Haïti, en 2011, un reportage édité par un média alternatif décrit la situation après « Des décennies de répression des syndicats » : « Lorsque nous avons interviewé des travailleurs pour savoir si certains de leurs collègues avaient été mis à pied pour avoir tenté de se syndiquer, nous avons entendu des réponses comme : ‘Qu’est-ce qu’un syndicat’. ».